# Vadarsvalor (familj)
Vadarsvalor (Glareolidae) är en familj i ordningen vadarfåglar. Familjen omfattar förutom åtta vadarsvalor nio arter ökenlöpare. Tidigare ingick även  krokodilväktare (Pluvianus aegyptius), men den placeras nu vanligen i den egna familjen Pluvianidae.
Arterna inom familjen återfinns i de varmare delarna av södra Europa, Afrika, södra Asien och Australien.

## Taxonomi
Vadarsvalor
- Släkte Glareola
  - Klippvadarsvala (Glareola nuchalis)
  - Australisk vadarsvala (Stiltia isabella)
  - Grå vadarsvala (Glareola cinerea)
  - Mindre vadarsvala (Glareola lactea)
  - Madagaskarvadarsvala (Glareola ocularis)
  - Rödvingad vadarsvala (Glareola pratincola)
  - Svartvingad vadarsvala (Glareola nordmanni)
  - Orientvadarsvala (Glareola maldivarum)

Ökenlöpare
- Släkte Cursorius
  - Ökenlöpare (Cursorius cursor)
  - Kapökenlöpare (Cursorius rufus)
  - Somaliaökenlöpare (Cursorius somalensis)
  - Indisk ökenlöpare (Cursorius coromandelicus)
  - Savannökenlöpare (Cursorius temminckii)
- Släkte Smutsornis
  - Tvåbandad ökenlöpare (Smutsornis africanus) – förs ibland till Rhinoptilus
- Släkte Rhinoptilus
  - Trebandad ökenlöpare (Rhinoptilus cinctus)
  - Större ökenlöpare (Rhinoptilus chalcopterus)
  - Roststrupig ökenlöpare (Rhinoptilus bitorquatus)